# Список графов Вермандуа
Ранние графы Вермандуа (фр. Vermandois) назначались на должность королями франков (а позже Западно-Франкского королевства) и управляли графством Вермандуа на правах бенефициария.
Вплоть до Герберта I де Вермандуа трудно точно проследить всех носителей титула графа де Вермандуа и установить хронологию их назначения.
Начиная с Герберта I, титул графа де Вермандуа стал наследственным и наследовался старшим сыном, сначала в доме Гербертинов, прямых потомков Карла Великого, а по пресечении оного перешёл по женской линии в дом Капетингов. Гуго I Великий основал 2-й дом де Вермандуа.
По пресечении мужской линии 2-го дома, графство Вермандуа было включено в состав королевского домена.
В 1669 году король Людовик XIV возродил графство для своего внебрачного сына, Людовика де Бурбона (1667-1683). По смерти последнего, титул больше не возобновлялся.

## Графы-бенефициарии Вермандуа
- Леодегарий (ок. 484).
- Эмеранн (ок. 511), сын предыдущего.
- Вагон I (ок. 550).
- Вагон II (ок. 600), сын предыдущего.
- Беретруда, дочь предыдущего и жена Хлотаря II, присоединила Вермандуа к королевскому домену.
- Гарифред (ок. 660).
- Ингомар (ок. 680).
- Леонель д'Арлебек (после 680).
- Бернар, сын Карла Мартела, аббат Сен-Кентен де Монт (сейчас Мон-Сент-Кентен, около Перонны).
- Иероним (Жером), брат предыдущего, граф де Вермандуа и аббат Сен-Кентен де Монт (714—771).
- Фулрад, сын предыдущего, аббат Сен-Кентен де Монт (после 771).
- Гунтард, граф де Вермандуа (771—833) и затем аббат Сен-Кентен де Монт (до 833).
- Гуго, сын Карла Великого, аббат Сен-Кентен де Монт (833—844).
- Адалард Сенешаль, сын Гислы, внучки Карла Великого, граф де Вермандуа (833—864) и затем аббат Сен-Кентен де Монт (844—864).
- Бодуэн Железнорукий, аббат Сен-Кентен де Монт (864—879), граф Фландрии.
- Тетрикий (или Тьери), граф де Вермандуа (864—886) и затем аббат Сен-Кентен де Монт (879—886)

или
- Тьерри I (ум. ок. 877), граф де Вермандуа, из рода Нибелунгидов, потомок Хильдебранда, брата Карла Мартела.

## Графы Вермандуа

### 1-й дом де Вермандуа(Каролинги)

Герб графов де Вермандуа: échiqueté d’or et d’azur

- 896 — ок. 902 : Герберт I (ок. 850—902), граф де Вермандуа и де Мо, сын Пипина и, возможно, внучки Теодорика Нибелунга.
- ок. 902—943 : Герберт II (ок. 880—943), граф де Вермандуа и де Мо, сын предыдущего
жена Адель, дочь Роберта I, короля Франции.
- 943—987 : Адальберт I Благочестивый (932—987), граф де Вермандуа, сын предыдущего
жена Герберга, дочь Гизельберта, герцога Лотарингии, и Герберги Саксонской.
- 987 — ок. 1000 : Герберт III (954 — ок. 1000), граф де Вермандуа, сын предыдущего
жена Эрменгарда
- ок.1000—1010 : Альберт II (985—1016), граф де Вермандуа, в 1010 году стал монахом, сын предыдущего
- 1010—1045 : Оттон (ок. 1000—1045), граф де Вермандуа, брат предыдущего
жена Павия де Хам
- 1045—1080 : Герберт IV (1032—1080), граф де Вермандуа и де Валуа, сын предыдущего
жена Аделаида Валуа[англ.]

### 2-й дом де Вермандуа (Капетинги)
- 1080—1102 : Гуго I Великий (ок. 1057—1102), граф де Вермандуа и де Валуа, сын короля Генриха I Французского и Анны Киевской
жена Аделаида де Вермандуа (ок. 1062—1122), дочь Герберта IV и Аликс де Валуа.
- 1102—1152 : Рауль I Храбрый, также известен под прозвищем Одноглазый (1085—1152), граф де Вермандуа и де Валуа, сын предыдущих
1-я жена с ок. 1120 (аннулирован в 1142) Элеонора де Блуа
2-я жена с 1142 (аннулирован в 1151) Петронила Аквитанская (ок. 1125—1153)
3-я жена с 1152 Лоретта Лотарингская (ок. 1120—1175)
- 1152—1160 : Гуго II (1127—1212), граф де Вермандуа и де Валуа, в 1160 году стал монахом, сын Рауля I и Элеоноры де Блуа.
- 1160—1167 : Рауль II (1145—1167), граф де Вермандуа и де Валуа, сын Рауля I и Петронилы Аквитанской
жена Маргарита Лотарингская, графиня Фландрии
- 1167—1185 : Филипп Эльзасский (1143—1191), граф Фландрии (1168—1191), граф де Вермандуа и де Валуа через жену
жена: Елизавета де Вермандуа (1143—1183), дочь Рауля I и Петронилы Аквитанской
после смерти своей супруги Филипп лишился прав на графство Вермандуа и Валуа
- 1185—1214 : Элеонора де Вермандуа (1152 — до 1222), графиня де Вермандуа и де Валуа, дочь Рауля I и Лоретты Лотарингской
1-й муж: Жоффруа де Эно (ум. 1163), граф Остерванта
2-й муж: Гильом IV (ум. 1168), граф Невера
3-й муж: с ок. 1170 Матье Эльзасский (ок. 1137—1173), граф Булонский
4-й муж: с ок. 1175 Матье III де Бомон-сюр-Уаз (ум. 1208)
5-й муж: с ок. 1210 Этьен II де Блуа (ум. 1252), сеньор де Шатильон-сюр-Луан

Через некоторое время после смерти своей сестры Елизаветы, Элеонора наследовала графства Вермандуа и Валуа, но в 1185 году была вынуждена уступить свои владения Филиппу II Августу, королю Франции. В 1214 году Элеонора окончательно отказалась от своих прав на графства и ушла в монастырь.

### Граф де Вермандуа (Апанаж)
- 1669—1683 : Людовик де Бурбон (1667—1683), внебрачный сын короля Людовика XIV и герцогини Луизы-Франсуазы де Лавальер.